# Bülowshöhe

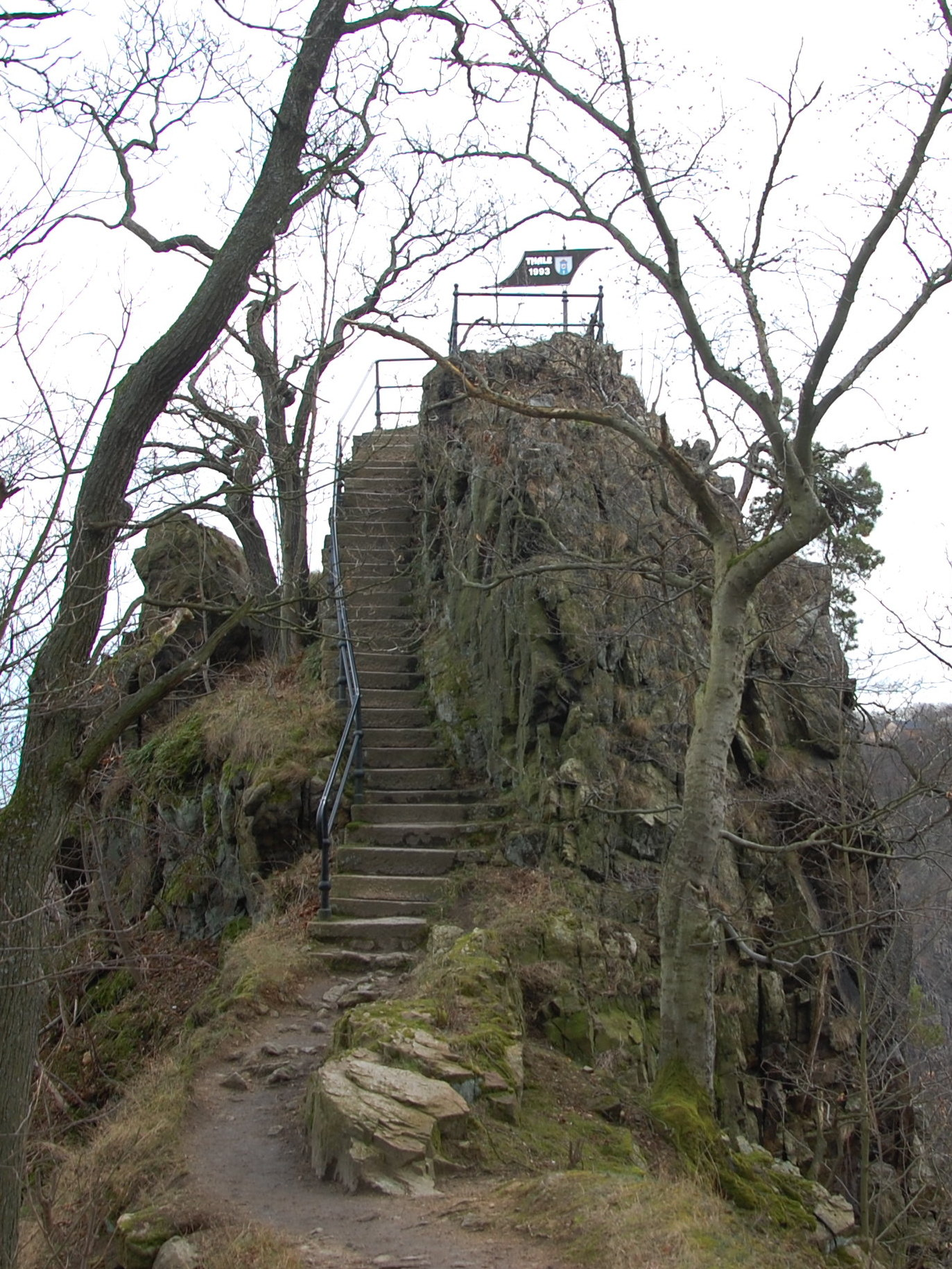
Bülowshöhe

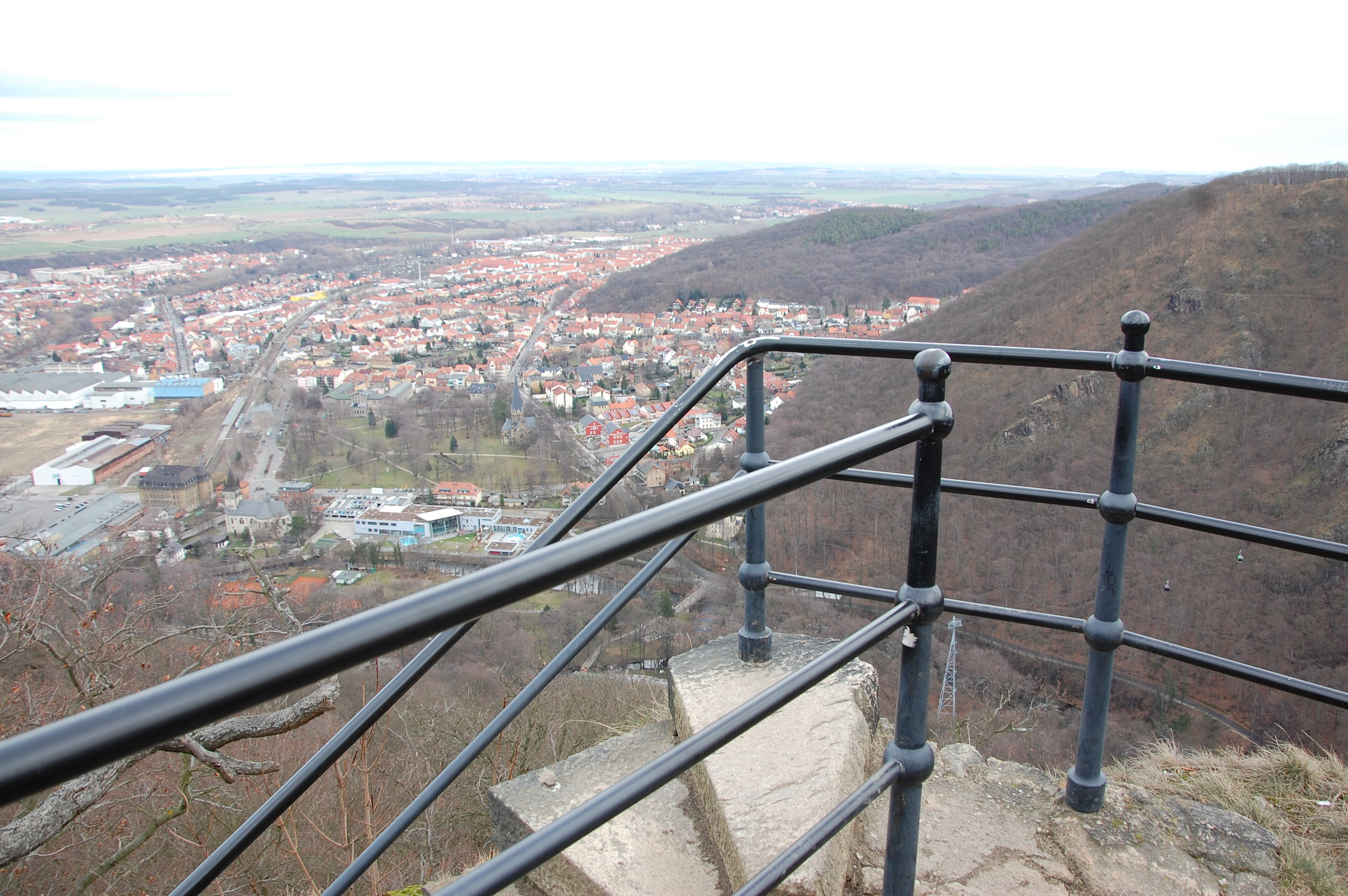
Blick von der Bülowshöhe auf Thale

Die Bülowshöhe ist eine Klippe im Harz bei Thale in Sachsen-Anhalt.
Die Harzklippe befindet sich am vom Berghotel Rosstrappe ins Tal nach Thale führenden Präsidentenweg nur etwas unterhalb des Rosstrappenhotels. Vom Präsidentenweg aus führt eine mit Geländern gesicherte Treppe auf die Klippenkanzel. Die Klippe ist als Aussichtspunkt gestaltet. Neben einer Sicherung mit Geländern befindet sich hier eine Sitzbank sowie eine Wetterfahne. Die Wetterfahne trägt das Wappen Thales und die Inschrift Thale 1993. Von der Bülowshöhe besteht eine gute Aussicht auf das Bodetal und die Stadt Thale.
Der Name Bülowshöhe geht auf den Thaler Oberforstmeister Heinrich August Wilhelm von Bülow zurück, der in den Jahren 1815 bis 1818 den Bereich durch Anlage von Wanderwegen entlang der Bode und zur Rosstrappe für Wanderer zugänglich machte. Die Verwendung des Namens Bülowshöhe ist schon für die 1820er Jahre belegt.